# 宝蔵寺 (新潟県刈羽村)
宝蔵寺（ほうぞうじ）は、新潟県刈羽村にある寺院である。

## 概要
越後三十三観音霊場の5番札所。観音菩薩が安置されている。上杉景勝が江戸時代の初めに奥州米沢に国替となった時、この観音と阿弥陀如来像の2尊を舟に乗せようとしたが、舟は全く動かず、観音菩薩をこの場所に安置したという逸話があり、不退山宝蔵寺とも呼ばれている。

## 所在地
〒945-0303 新潟県刈羽郡刈羽村大字滝谷170-1

## 交通
- JR越後線 西山駅から徒歩17分
- JR柏崎駅から長岡行（西山経由）の越後交通路線バスで25分乗り、勝山工業団地前で降りてから徒歩で約10分
- 北陸自動車道 西山ICから車で7分